# Padiglione Belgio

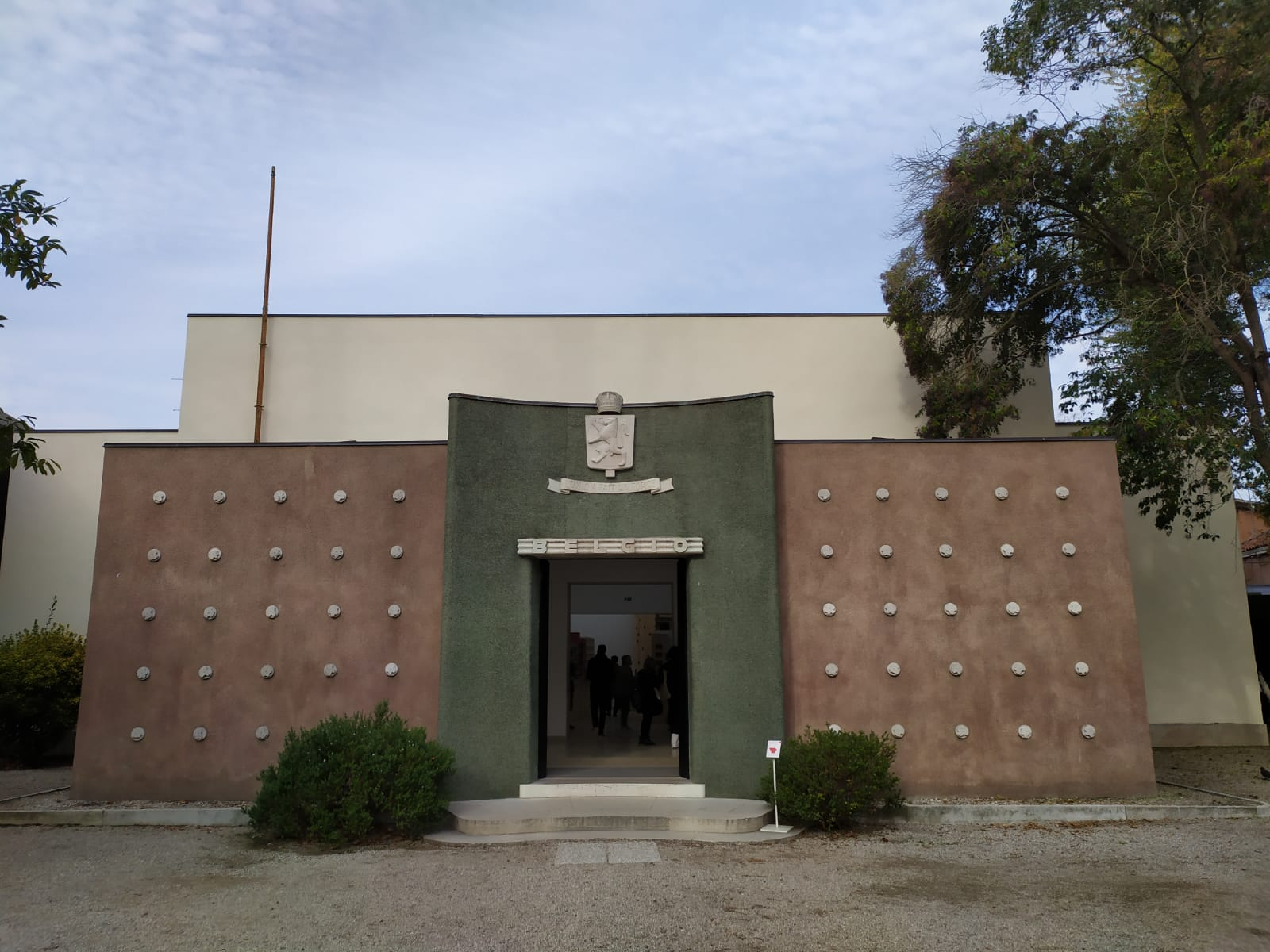
Il Padiglione del Belgio nel 2021

Il Padiglione del Belgio è il primo ad essere costruito ai Giardini in occasione della settima edizione dell'Esposizione internazionale d'arte di Venezia nel 1907 su progetto dell'architetto belga Léon Sneyers (1877-1949), opera che gli varrà il Prix Picard dell'Académie Libre de Belgique e ispirerà Victor Horta per la realizzazione del padiglione belga all'Esposizione universale di Parigi del 1925.
Nel 1948 l'edificio fu radicalmente rivisto dall'architetto Virgilio Vallot.
Dal 1972 il padiglione del Belgio viene utilizzato a rotazione dalla comunità fiamminga e quella vallone.

## Esposizioni
- 2022: Francis Alys, curatore Hilde Teerlinck
- 2019:  Jos de Gruyter & Harald Thys curatore Anne-Claire Schmitz
- 2017: Dirk Braeckman, curatore Eva Wittocx
- 2015: Vincent Meessen e Katerina Gregos
- 2013: Berlinde De Bruyckere
- 2011: Angel Vergara, curatore Luc Tuymans
- 2009: Jef Geys
- 2007: Berlinde De Bruyckere
- 2005: Honoré d'O
- 2003: Sylvie Eyberg e Valérie Mannaerts, curatore Thierry de Duve
- 2001: Luc Tuymans
- 1999: Berlinde De Bruyckere
- 1997: Thierry De Cordier
- 1995: Didier Vermeiren, curatore Jan Hoet
- 1993: insieme ai Paesi Bassi: Jan Vercruysse (BE) e Niek Kemps (NL), curatore Jan Debbaut
- 1990: insieme ai Paesi Bassi - Niek Kemps, Jan Vercruysse (Belgio), curatore Jan Debbaut
- 1992: insieme ai Paesi Bassi - Onder Anderen / Among Others
- 1988: Guillaume Bijl, Narcisse Tordoir en Laurent Busine, curatore Jan Hoet
- 1982: Jörg Madlener e Marthe Wéry
- 1976: Joseph Willaert
- 1972: Alechinsky en Dotremont
- 1964: Vic Gentils
- 1958: Jules Lismonde, vincitore del Premio Renato Carrain
- 1948: Louis Buisseret